# Ana-Cynthia-Ioana Păun
Ana-Cynthia-Ioana Păun (n. 11 aprilie 1987) este un senator român, ales în 2024 din partea USR. 